# Greklands flagga

Greklands nationsflagga till lands 1828-1978

Greklands flagga är blå och vit. Färgerna finns på de vapensköldar som användes av det bayerska furstehuset Wittelsbach, som den förste grekiske regenten Otto tillhörde. Färgerna vitt och blått har emellertid använts ända sedan antiken som symboler för Grekland. Flaggan har nio blå och vita ränder, vilka symboliserar valspråket Frihet eller död, som på grekiska har nio stavelser (Ελευθερία ή Θάνατος, " E-lef-the-ri-a i Tha-na-tos"). Korset vid den inre kanten representerar kristendomen. 
Flaggan började användas efter den grekiska frihetskampen mot det osmanska riket i början av 1800-talet, och antogs officiellt av nationalförsamlingen i januari 1822 som örlogsflagga till havs. Till en början användes en korsflagga utan ränder som nationsflagga till lands, men denna roll har idag övertagits av den tidigare sjöflaggan. Flaggan blev officiell nationsflagga till lands genom en lagändring som trädde i kraft den 22 december 1978. Proportionerna är 2:3.
Populärt brukar hävdas att flaggans färger symboliserar havet och himlen (blått) respektive kampen för frihet (vitt). 

### Fotnoter
1. 1 2  ”Greklands flagga på varldensflaggor.se”. http://www.varldensflaggor.se/greklands-flagga.html. Läst 4 november 2015.